# Psyllobora vigintiduopunctata
Espèce
La coccinelle à vingt-deux points (Psyllobora vigintiduopunctata) est une espèce d'insectes coléoptères, la seule en Europe du genre Psyllobora.
Le nombre de points avancé pour individualiser l'espèce correspond au décompte des points sur les élytres. On peut distinguer onze points sur chacun d'eux. Cependant le prothorax présente cinq autres points.

## Synonymie
- Coccinella vigintiduopunctata Linnaeus, 1758
- Thea vigintiduopunctata (Linnaeus, 1758)
- Thea 22-punctata (Linnaeus, 1758)

## Habitat
On la trouve dans une grande partie de l'Europe, de l'Afrique du Nord et de l'Asie. Elle est absente des zones nordiques.
Elle vit dans la végétation basse (ligneuse ou herbacée), à la lisière des forêts, particulièrement à proximité des chênes, dans les prairies et les jardins où elle se nourrit uniquement d'oïdium (champignons ascomycètes pathogènes de l'ordre des Erysiphales).

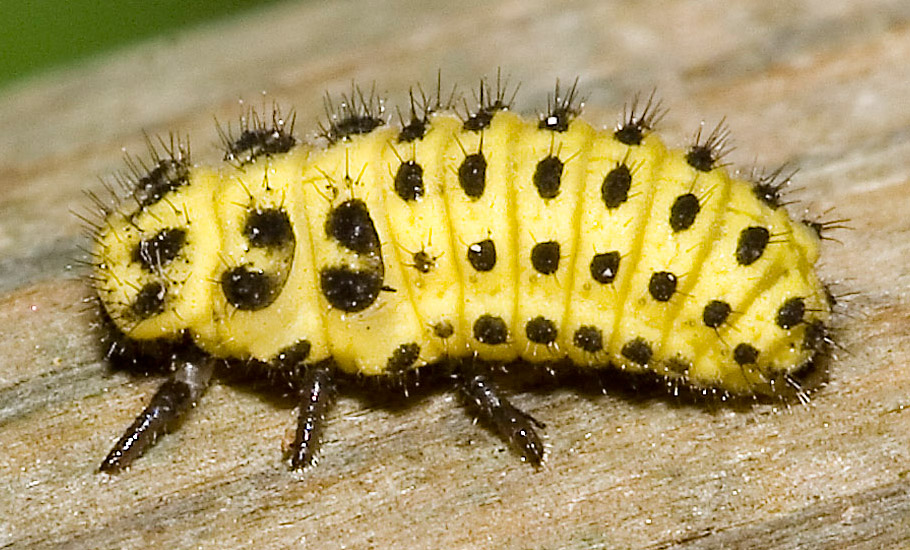
Larve

## Musique
Le groupe de rock finlandais 22-Pistepirkko porte le nom finnois de cette coccinelle.